# Opistophthalmus boehmi
Espèce
Synonymes
- Heterometrus boehmi Kraepelin, 1896
- Opisthophthalmus ecristatus Pocock, 1899

Opistophthalmus boehmi est une espèce de scorpions de la famille des Scorpionidae.

## Distribution
Cette espèce se rencontre en Tanzanie, au Zimbabwe et en Afrique du Sud.

## Description
Le tronc de la femelle holotype mesure 38 mm et la queue 28 mm.

## Systématique et taxinomie
Cette espèce a été décrite sous le protonyme Heterometrus boehmi par Kraepelin en 1896. Elle est placée dans le genre Opistophthalmus par Kraepelin en 1913.

## Étymologie
Cette espèce est nommée en l'honneur de Richard Böhm.

## Publication originale
- Kraepelin, 1896 : Neue und weniger bekannte Skorpione. Mittheilungen aus dem Naturhistorischen Museum, Beiheft zum Jahrb. Beiheft zum Jahrbuch der Hamburgischen wissenschaftlichen Anstalten, vol. 13, no 8, p. 119-146 (texte intégral).